# Duits keizer

Kroon van de Duitse keizer 1889 - 1918

Grote wapen van de Duitse keizer 1871 - 1918

Standaard van de Duitse keizer 1871 - 1918

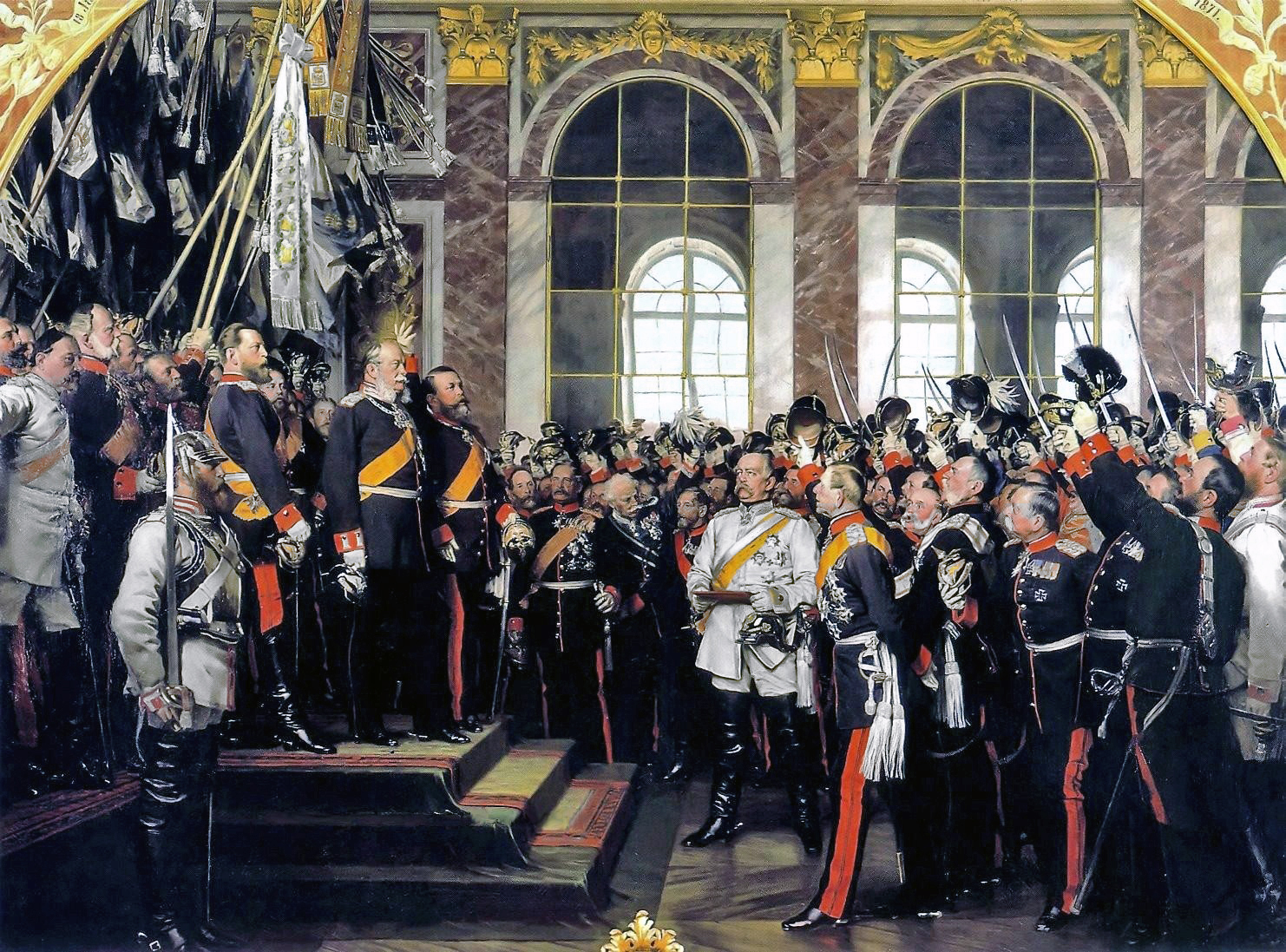
Geromantiseerde afbeelding van de proclamatie van de Duitse keizer op 18 januari 1871

Duits keizer (Duits: "Deutscher Kaiser") was de titel van het Duitse staatshoofd in de jaren 1871 tot 1918. In het toenmalige Keizerrijk Duitsland waren er drie keizers. De keizer was altijd tevens ook de koning van Pruisen, de grootste deelstaat. Naast de keizer waren er in het rijk in totaal vier koninkrijken, veel andere vorstendommen maar ook vrije steden.
De Duitse natiestaat begon in 1867 als Noord-Duitse Bond. Vanaf toen bepaalde de grondwet dat de koning van Pruisen de functie van Bundespräsidium uitvulde. In December 1870, in het proces van de Reichsgründung, besloten Rijksdag en Bondsraad dat de koning ook de titel Deutscher Kaiser kreeg. Die bepaling trad in kracht met een nieuw grondwet op 1 januari 1871. Het land werd hernoemd in Deutsches Reich. Koning Willem I van Pruisen was ongelukkig met de titel, maar aanvaardde die uiteindelijk op 18 januari.
De Duitse keizer had enkele functies in het politieke systeem. Hij alleen installeerde de kanselier, een één-mans-regering. Verder had de keizer een rol in de ontbinding van de Rijksdag. Hij was ook de opperbevelshebber van het leger. In het algemeen zei de grondwet weinig over de keizer, bijvoorbeeld ontbrak er een eed op de grondwet en de bepaling dat de vorst onschendbaar was. In de praktijk echter volgde men de grondwet van Pruisen. De twee keizers ná de eerste hebben bij hun aantreden uit vrije wil een eed voor de Rijksdag afgelegd.

De drie Duitse keizers 1871 - 1918
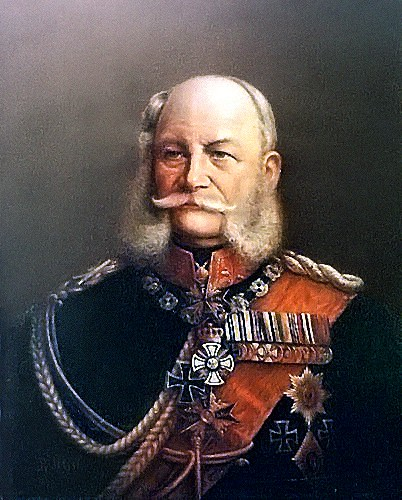
Wilhelm I van Duitsland 1871–1888
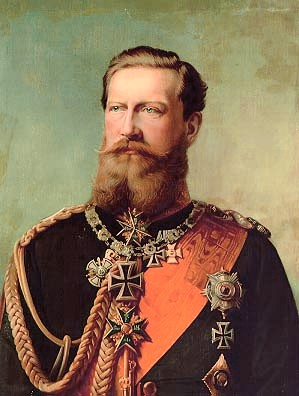
Frederik III van Duitsland 1888
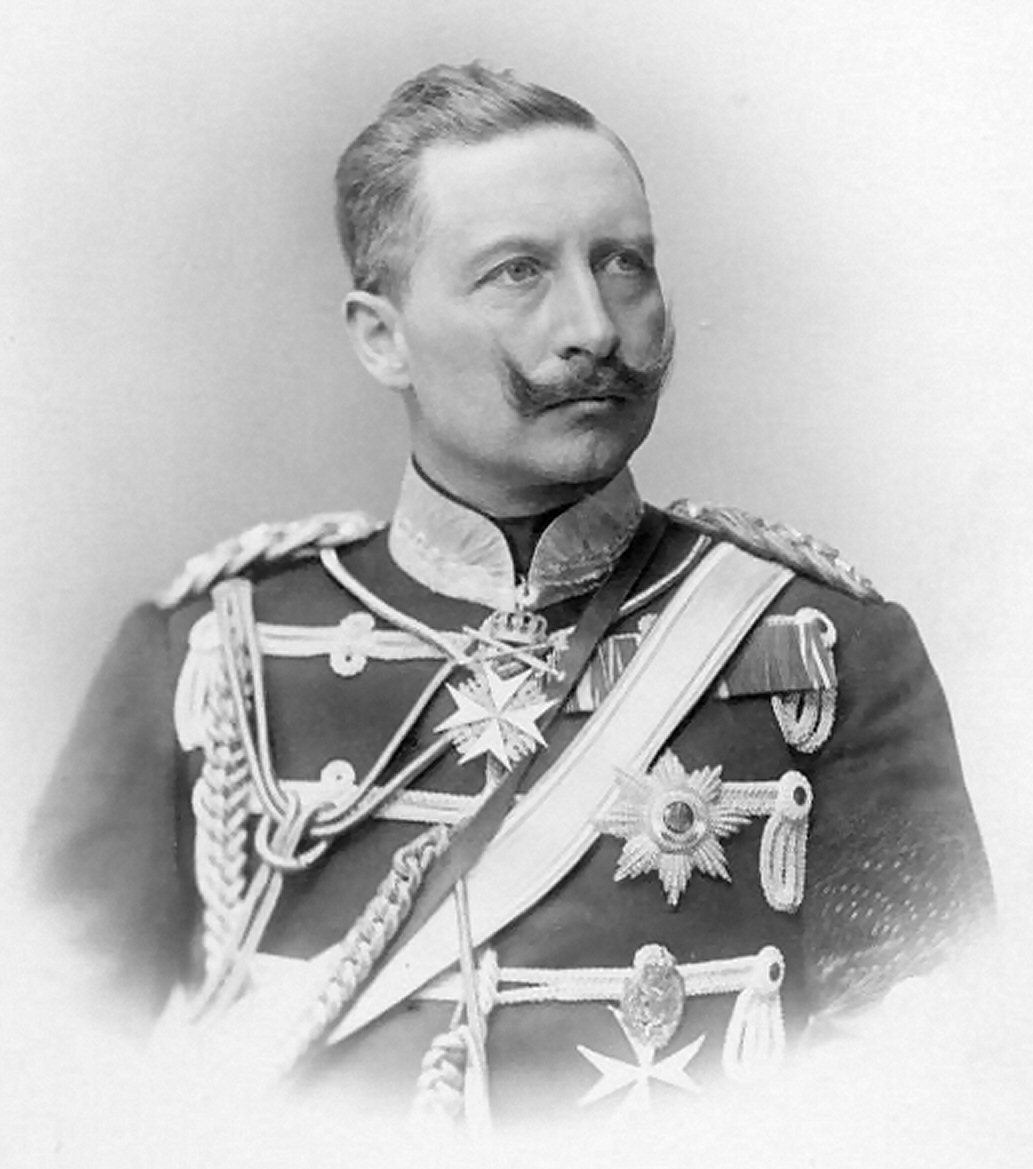
Wilhelm II van Duitsland 1888 - 1918

## De proclamatie van de Duitse Keizer in 1871
Koning Wilhelm I van Pruisen had zich aanvankelijk fel gekant tegen de invoering van de titel. Al in de tijd van de Noord-Duitse Bond had de Pruisische rijkskanselier Otto von Bismarck het plan gesmeed zijn koning tot keizer van Duitsland te maken. Hij had daarbij weinig vooruitgang geboekt maar zag zijn kans schoon toen Duitse troepen onder Pruisische hegemonie de Frans-Duitse Oorlog hadden gewonnen.
Wilhelm I vond dat hij de keizerlijke waardigheid en titel alleen na goedkeuring van alle bondsvorsten aan kon nemen, maar bleef in eigen ogen in de eerste plaats koning van Pruisen. Hij zou liever president of keizer van Duitsland zijn geworden. De eerste titel, die van president van Duitsland, was om redenen van protocol niet opportuun, omdat de Zuid-Duitse koningen van Beieren en Württemberg alleen de drager van een hogere titel als hun meerdere zouden willen erkennen.
Het gebruik van de titel Keizer van Duitsland zou Oostenrijk-Hongarije provoceren. De Oostenrijkse keizer was in 1866 na de nederlaag tegen Pruisen en de Noord-Duitse staten dan wel uit de Duitse Bond getreden maar in de ogen van veel van zijn onderdanen behoorde het Oostenrijkse deel van Oostenrijk-Hongarije tot Duitsland. Het gebruik van de titel Keizer van Duitsland zou de indruk wekken dat Pruisen zijn gezag ook in het Duitse deel van de dubbelmonarchie zou willen laten gelden. Kanselier Bismarck verzocht Koning Wilhelm daarom dringend om als compromis de titel van Duitse keizer te accepteren.
Op 17 januari verklaarde koning Wilhelm I van Pruisen nog in tranen "Morgen ist der unglücklichste Tag meines Lebens! Da tragen wir das preußische Königtum zu Grabe". De traditiebewuste Pruis vreesde dat het eigen karakter van Pruisen in het het overwegend katholieke en pluriforme Duitse Rijk verloren zou gaan.
Door diplomatieke druk en de belofte van jaarlijkse subsidies, betaald uit het vermogen van de in 1866 uit hun koninkrijk Hannover verjaagde Welfen, kreeg hij koning Ludwig II van Beieren, koning van de grootste Zuid-Duitse staat, hoofd van de Wittelsbacher, een geslacht dat even oud en aanzienlijk was als dat der Hohenzollern en nazaat van de laatste Keizer van het Heilige Roomse Rijk van de Duitse Natie die niet tot het Huis Habsburg had behoord, zover dat deze de zogenaamde keizerbrief schreef. In deze brief riep de Beierse vorst zijn standgenoot Wilhelm I op om de titel van Duits keizer aan te nemen. Een andere belangrijke Duitse vorst, groothertog Frederik I van Baden wist tijdens de proclamatie van Wilhelm I, op 18 januari 1871 in de spiegelzaal in Versailles, een diplomatieke tussenoplossing te berde te brengen. Hij riep "Leve Keizer Wilhelm" zonder vermelding van de specifieke titel van de nieuwe keizer.
Wilhelm I verwees in zijn toespraak die hij daarop in de spiegelzaal uitsprak naar het in 1806 ondergegane Duitse keizerrijk. Toch vormden de beide keizerlijke waardigheden geen staatsrechtelijk continuüm.
In 1889 werd een model van de al eerder als heraldische tekening gebruikte kroon van het keizerrijk Duitsland vervaardigd. Deze keizerskroon werd nooit voor kroningen gebruikt en is in de Tweede Wereldoorlog verdwenen. De kroon die qua vorm aan de zogenaamde keizerskroon van Karel de Grote herinnerde, werd op onder andere standaarden, postzegels en afbeeldingen van het wapen van de drie Duitse keizers gebruikt.
Men spreekt in de geschiedwetenschappen sinds 1923 wel van het in 1871 ontstane "tweede Rijk".  Het "Eerste Rijk" was dan het Heilige Roomse Rijk van de Duitse Natie zoals dat van 800 tot 1806 heeft bestaan. Het "Derde Rijk" was de kortstondige dictatuur van Adolf Hitler.